# Nässjön (Långsele socken, Ångermanland)
Nässjön är en sjö i Sollefteå kommun i Ångermanland och ingår i Ångermanälvens huvudavrinningsområde. Sjön har en area på 0,577 kvadratkilometer och ligger 92 meter över havet. Sjön ingår tillsammans med Nordsjösjön i dämningsområdet till Hjälta kraftverk. Inför dämningen grävdes 1948 en kanal mellan de båda sjöarna för att förbättra vattengenomströmningen.

## Delavrinningsområde
Nässjön ingår i det delavrinningsområde (700942-155879) som SMHI kallar för Utloppet av Nässjön. Medelhöjden är 136 meter över havet och ytan är 6,57 kvadratkilometer. Det finns inga avrinningsområden uppströms utan avrinningsområdet är högsta punkten. Långsjöån som avvattnar avrinningsområdet har biflödesordning 3, vilket innebär att vattnet flödar genom totalt 3 vattendrag innan det når havet efter 57 kilometer. Avrinningsområdet består mestadels av skog (63 procent), öppen mark (12 procent) och jordbruk (11 procent). Avrinningsområdet har 0,56 kvadratkilometer vattenytor vilket ger det en sjöprocent på 8,6 procent.